# ツギクルもん
『ツギクルもん』（ツギクルもん）は、2015年9月26日から2016年3月12日まで、フジテレビ系列で不定期放送されていたバラエティ・お笑いネタ番組。
番組のオープニングでコールされていた番組タイトルは、『次に来るネタ発掘演舞会 ツギクルもん』だった。
この番組のMCのおぎやはぎと松岡茉優は、前身番組の『うつけもん』『オサレもん』でもMCを担当していた。
特別編の『新春ツギクルもん』についてもここで扱う。

## 出演者
MC
- おぎやはぎ（小木博明・矢作兼）
- 松岡茉優

ナレーション
- 戸部洋子（フジテレビアナウンサー）

## ツギクルもん

### 番組概要
「次にブレイクする」と思わせる、“ツギクル”ネタを持つ芸人（ツギクルもん）たちが自慢のネタを披露し、5人のツギクル会員（審査員）が「ツギクル、ソノウチ、コナイ」の三段階で評価する。
また、この評価とは関係なく一番ツギクルと思われる芸人をMCの小木が独断と偏見で決定し、「ツギグルミ」が贈呈される。
ツギグルミを獲得した芸人には、次回の放送があった場合の優先出演権が与えられることになっていたが、実際には第2回・第3回とも前回のツギグルミ獲得芸人は出演していない。

## 新春ツギクルもん

### 番組概要
2016年1月1日に「2016年、フジテレビ最初のネタ番組」として生放送で放送された特別編。
ツギクル会員が存在しない、ネタを披露し終わった芸人たちがMC席の横に残っているなど本編とは様々な違いがある。
なお、この放送でツギグルミを獲得した芸人には同日9時から放送された生放送番組、『第49回爆笑ヒットパレード2016』への出演権が与えられた。

## BGM
オープニング＆エンディングテーマ
- 良いDJ （キュウソネコカミ）

ナレーションバック
- ファントムヴァイブレーション （キュウソネコカミ）

## スタッフ
- 構成：大平尚志、酒井義文、長谷川優、藤井直樹、加藤優太、小笠原英樹
- 選曲：やついいちろう（エレキコミック）
- 美術制作：棈木陽次
- デザイン：鈴木賢太
- 美術進行：林勇
- 大道具：松本達也
- アクリル装飾：相原加奈
- 装飾：百瀬貴弥
- 電飾：後藤佑介
- メイク：山田かつら
- マルチ：野崎裕康
- TP：児玉洋
- SW：小林光行
- CAM：森内一行
- VE：土井理沙
- AUD：高橋幸則
- LD：根本進
- CG：鈴木鉄平
- 編集：渡辺寛樹
- MA：阿部雄太
- 音響効果：大平拓也
- TK：海老澤廉子
- 美術協力：フジアール
- 技術協力：ニューテレス、IMAGICA、FMT、4-Legs、MULTI BACKS、ライスフィールド
- 衣裳協力：Honney、Salon
- 制作協力：PLATFORM,INC、a.grid
- 広報：清田美智子
- デスク：馬場瞳
- FD：飛田竜平
- ディレクター：新井孝輔、安部聖之
- 演出：筧大輝、原武範
- プロデューサー：朝妻一、小澤慧里子
- 演出・チーフプロデューサー：藪木健太郎
- 制作著作：フジテレビ

## 関連番組
- うつけもん
- オサレもん
- ENGEIグランドスラム
- 笑わせたもん勝ちトーナメント KYO-ICHI
- 爆笑レッドカーペット